# Villahermosa, Ocozocoautla de Espinosa
Villahermosa är en ort i Mexiko.   Den ligger i kommunen Ocozocoautla de Espinosa och delstaten Chiapas, i den sydöstra delen av landet, 700 km öster om huvudstaden Mexico City. Villahermosa ligger 810 meter över havet och antalet invånare är 910.
Terrängen runt Villahermosa är kuperad norrut, men söderut är den platt. Terrängen runt Villahermosa sluttar österut. Runt Villahermosa är det ganska tätbefolkat, med 166 invånare per kvadratkilometer. Närmaste större samhälle är Tuxtla Gutiérrez, 16,0 km öster om Villahermosa. I omgivningarna runt Villahermosa växer huvudsakligen savannskog.